# Szkolna skala ocen w Polsce
Szkolna skala ocen w Polsce – obowiązująca w polskiej oświacie skala opisowa, stopniowa lub procentowa, w zależności od rodzaju szkoły lub uczelni wyższej, służąca ocenianiu stanu wiedzy uczniów.

## Ocena opisowa
W klasach 1–3 publicznej szkoły podstawowej stosuje się ocenę opisową. Ministerstwo Edukacji Narodowej 19 kwietnia 1999 roku rozporządzeniem wprowadziło ją do szkół publicznych. Jest to model oceniania bez stopni, ale klasyfikujący do następnej wyższej klasy.
Ocenianie opisowe pojawiało się już na początku XX wieku w programach edukacyjnych szkół eksperymentalnych. Celem szkół o nachyleniu 'progresywistycznym' było wspieranie indywidualnego rozwoju dziecka jako nadrzędne wobec realizacji określonego programu nauczania.
Ocenę opisową stosuje się stale w szkołach o alternatywnym profilu nauczania: Montessori oraz Steinera. Opisowa ocena pojawia się na zakończenie każdego trymestru/semestru w całym przebiegu szkoły. Pod koniec klasy 3 uczniowie Montessori otrzymują w testach kompetencji oceny punktowe.

## Skala stopniowa

### Zasady ogólne
Sześciostopniowa cyfrowa skala ocen obowiązuje przy ocenianiu rocznym, końcowym oraz semestralnym począwszy od II etapu edukacyjnego, to jest klasy IV szkoły podstawowej. Sposób oceniania bieżącego oraz śródrocznego określają statuty szkół.
Skala sześciostopniowa nie obejmuje szkoły wyższej. Osoba kształcąca się na studiach otrzymuje oceny w 4 stopniowej skali; tj. od 2 (niedostateczny, stopień negatywny) do 5 (bardzo dobry); stosuje się też oceny 3+ i 4+ albo oceny połówkowe 3,5; 4,5, a nawet 5,5.
W II połowie XX w. w Polsce we wszystkich rodzajach szkół publicznych oraz stopniach nauczania obowiązywała czterostopniowa skala obejmująca następujące oceny: stopień bardzo dobry – 5, stopień dobry – 4, stopień dostateczny – 3, stopień niedostateczny – 2.
Od 1991 roku powyższa skala została poszerzona, dodano ocenę 1 (niedostateczną) i ocenę 6 (celującą). Ocena 2 stała się od tej chwili oceną pozytywną o nazwie mierna (od roku szkolnego 1999/2000 zmieniono nazwę oceny 2 na dopuszczająca).
Dla wszystkich szkół podstawowych, ponadpodstawowych i szkół ponadgimnazjalnych dla oceniania rocznego, semestralnego i końcowego, skala ocen jest następująca:
- stopień celujący – 6
- stopień bardzo dobry – 5
- stopień dobry – 4
- stopień dostateczny – 3
- stopień dopuszczający – 2
- stopień niedostateczny – 1.

Oceny od 2 do 6 są pozytywne, ocena 1 jest negatywna.
Od roku 1999 szkoły mają obowiązek stosowania skali ocen 1-6 do klasyfikacji rocznej i końcowej (na zakończenie danej szkoły) oraz wpisywania na świadectwach promocyjnych i ukończenia szkoły. Powyższa skala nie jest stosowana jedynie w klasyfikacji rocznej oraz śródrocznej w klasach I-III szkoły podstawowej. Uczniowie tych klas otrzymują oceny opisowe.
Szkoła ma prawo ustalić inną skalę ocen dla oceniania bieżącego oraz klasyfikacji śródrocznej. Skala i formy oceniania są określane w wewnątrzszkolnym systemie oceniania, który jest częścią statutu szkoły. W praktyce jednak w większości polskich szkół stosuje się również w ocenianiu bieżącym oceny w skali 1-6, jednak dopuszcza także oceny z plusem lub minusem. Czasem spotyka się także oceny z dwoma minusami, najczęściej jest to ocena dopuszczająca (2=, pot. dwa na szynach), nieformalny stopień zaliczający.
Aby uczeń otrzymał promocję do następnej klasy, musi uzyskać co najmniej ocenę dopuszczającą (2) ze wszystkich obowiązkowych zajęć. W przypadku uzyskania oceny niedostatecznej (1) uczeń ma prawo zdawać egzamin poprawkowy lub uzyskać prawo do warunkowej promocji. Egzaminu poprawkowego nie zdają uczniowie klas programowo najwyższych. Jeżeli uczeń nie zdał egzaminu poprawkowego albo do niego nie przystąpił (chyba że nieobecność była usprawiedliwiona i wyznaczono drugi termin egzaminu poprawkowego), albo otrzymał ocenę niedostateczną z więcej niż 2 przedmiotów, nie otrzymuje promocji i powtarza klasę. Rada pedagogiczna może wyrazić zgodę na egzamin poprawkowy z 2 przedmiotów w uzasadnionych przypadkach (np. długotrwała choroba).

### Szkoły artystyczne
W szkole artystycznej uczeń otrzymuje promocję do klasy programowo wyższej, a w przypadku szkoły policealnej – na semestr programowo wyższy, jeżeli otrzymał roczne oceny klasyfikacyjne wyższe od stopnia dopuszczającego z następujących zajęć edukacyjnych:
- w ogólnokształcącej szkole muzycznej I stopnia i szkole muzycznej I stopnia – kształcenie słuchu
- w ogólnokształcącej szkole muzycznej II stopnia i szkole muzycznej II stopnia
  - w specjalnościach instrumentalistyka, instrumentalistyka jazzowa, wokalistyka, wokalistyka jazzowa i lutnictwo – kształcenie słuchu
  - w specjalności rytmika – improwizacja fortepianowa i kształcenie słuchu
- w liceum sztuk plastycznych i szkole policealnej plastycznej – rysunek i malarstwo[13].

### Religia i etyka
W przypadku przedmiotów: religia i etyka ocena niedostateczna nie wpływa na otrzymanie promocji do następnej klasy. Ocenę z tych przedmiotów ustala się według skali przyjętej w danej klasie.
Od roku szkolnego 2024/2025 oceny z religii/etyki nie wliczają się do średniej na koniec roku szkolnego.

## Zachowanie
Niezależnie od skali stopniowej oceniającej poziom przyswojonej wiedzy wyróżnia się skalę ocen z zachowania, na którą składają się przymiotniki określające rodzaj zachowania. Nie powinna być ona utożsamiana z liczbami 1-6 charakteryzującymi poziom osiągnięć edukacyjnych.
Oceny z zachowania (od najwyższej do najniższej):
- wzorowe
- bardzo dobre
- dobre
- poprawne
- nieodpowiednie
- naganne

Zachowanie słuchacza w szkole policealnej, szkole dla dorosłych i studenta w szkole wyższej nie podlega ocenie.

### Punktowy system oceniania zachowania
Niektóre szkoły wprowadzają punktowy system oceniania zachowania. System ten jest ustalany przez szkołę i powinien być zamieszczony w dokumentach szkoły. System punktowy ustalany jest na podstawie Rozporządzenia MEN z 10 czerwca 2015 r.
System oceniania SP nr 1 w Elblągu: uczeń na początku semestru otrzymuje 100 punktów – odpowiednik oceny dobrej z zachowania. Liczba punktów w ciągu roku zwiększa się lub zmniejsza w zależności od zachowania i zasług ucznia oraz od upomnień.
System oceniania zachowania Liceum Konarskiego w Oświęcimiu: 0-15 punktów – zachowanie naganne, 16-20 -nieodpowiednie, 24-29- poprawne, 30-35 - dobre, 36-42 - bardzo dobre, 43-50 - wzorowe.
System oceniania zachowania w klasach 4-8 Szkoły Podstawowej nr 1 im. Adama Mickiewicza w Elblągu: powyżej 200 p. – wzorowe, 150-199 – b.dobre, 100-149 – dobre, 60-99 – poprawne, 10-59 – nieodpowiednie, mniej niż 10 – naganne.